# Кастельно-Ривьер-Бас (кантон)
Кастельно-Ривьер-Бас (фр. Castelnau-Rivière-Basse, окс. Castèthnau de Ribèra Baisha) — кантон во Франции, находится в регионе Юг — Пиренеи. Департамент кантона — Верхние Пиренеи. Входит в состав округа Тарб.
Код INSEE кантона 6509. Всего в кантон Кастельно-Ривьер-Бас входят 8 коммун, из них главной коммуной является Кастельно-Ривьер-Бас.

## Коммуны кантона
| Коммуна              | Население, чел. (2012) | Почтовый индекс | Код INSEE |
| -------------------- | ---------------------- | --------------- | --------- |
| Ажедет               | 47                     | 65700           | 65215     |
| Вильфранк            | 91                     | 65700           | 65472     |
| Кастельно-Ривьер-Бас | 662                    | 65700           | 65130     |
| Ласказер             | 305                    | 65700           | 65264     |
| Мадиран              | 443                    | 65700           | 65296     |
| Сен-Лан              | 119                    | 65700           | 65387     |
| Сублекоз             | 177                    | 65700           | 65432     |
| Эр                   | 137                    | 65700           | 65219     |

## Население
Население кантона на 2007 год составляло 1995 человек.
| 1962 | 1968 | 1975 | 1982 | 1990 | 1999 | 2006 |
| ---- | ---- | ---- | ---- | ---- | ---- | ---- |
| 2302 | 2254 | 2172 | 2166 | 2048 | 1995 | 1989 |